# Älvkarleby (plaats)
Älvkarleby is een plaats in de gemeente Älvkarleby in het landschap Uppland en de provincie Uppsala län in Zweden. De plaats heeft 1648 inwoners (2005) en een oppervlakte van 272 hectare.

## Verkeer en vervoer
Bij de plaats lopen de Riksväg 76 en Länsväg 291.
De plaats heeft een station aan de spoorlijn Stockholm - Sundsvall.

## Geboren
- Stig Dagerman (1923 - 1954), schrijver en journalist